# 三破風館
「三破風館」（さんはふかん、The Adventure of the Three Gables）は、イギリスの小説家、アーサー・コナン・ドイルによる短編小説。シャーロック・ホームズシリーズの一つで、56ある短編小説のうち51番目に発表された作品である。イギリスの「ストランド・マガジン」1926年10月号、アメリカの「リバティ」1926年9月18日号に発表。1927年発行の第5短編集『シャーロック・ホームズの事件簿』(The Case-Book of Sherlock Holmes) に収録された。

## あらすじ
久しぶりに下宿を訪れたワトスンに、現在来ている依頼のことをホームズが話そうとしたところへ、大柄の黒人プロボクサーがいきなり押しかけてくるという激しい幕開け。
「三破風館」に住むメイバリー夫人は、屋敷に住み始めてから1年以上近所との付き合いもなかったが、依頼の3日前に突然、屋敷を丸ごと買い取りたいという申し出を受ける。弁護士に相談したところ、身の回りの品物を含めて何もかもという条件だったため、この申し出はご破算となる。
ホームズは最近屋敷に届いたものが怪しいと推理し、事件の前の月に肺炎で亡くなったという夫人の息子の荷物に目をつける。

## 備考
冒頭でホームズが、脅しをかけにきた黒人プロボクサーに人種差別的発言をする描写があり、シャーロッキアンの間で問題になっている。グラナダ版では差別的なシーンはカットされ、違うものに差し替えられた。